# Apocalipse 5
Apocalipse 5 é o quinto capítulo do Livro do Apocalipse (também chamado de "Apocalipse de João") no Novo Testamento da Bíblia cristã. O livro todo é tradicionalmente atribuído a João de Patmos, uma figura geralmente identificada como sendo o apóstolo João.

## Texto
O texto original está escrito em grego koiné e contém 14 versículos. Alguns dos mais antigos manuscritos contendo porções deste capítulo são:
- Papiro 115 (c. 275, versículos 8-9)
- Codex Sinaiticus (330-360, completo)
- Codex Alexandrinus (400-440, completo)

## Estrutura
Este curto capítulo pode ser dividido em duas seções distintas:
- "O Livro dos Sete Selos" (versículos 1-7)
- "O Cordeiro é Digno" (versículos 8-14)

## Conteúdo
Na primeira parte do capítulo é apresentado o livro "escrito por dentro e por fora e fechado com sete selos"  que será aberto pelo "Leão que é da tribo de Judá, a Raiz de David" (Apocalipse 5:1–2). Na segunda, aparece no trono apresentado em Apocalipse 4, entre os anciãos e as criaturas viventes, "um Cordeiro em pé, como se tivesse sido morto, tendo sete chifres e sete olhos, que são os sete Espíritos de Deus, enviados por toda a terra". Ele é considerado digno de abrir o livro e de romper os sete selos por todos os que estão à volta:
| “ | «Ouvi toda a criatura que há no céu e sobre a terra e debaixo da terra e no mar, e tudo o que neles há, dizer: Àquele que está sentado sobre o trono, e ao Cordeiro, seja a bênção, e a honra, e a glória, e o domínio pelos séculos dos séculos.» (Apocalipse 5:13) | ” |